# 查尔斯·埃文·贝克维兹
查尔斯·埃文·贝克维兹（1929年1月22日—1994年6月17日），是美国陆军特种部队的军官，因他在英国特种空勤局服役的经验，创立了美国陆军主要的反恐和非正规作战的三角洲部隊而广为人知。他曾在马来亚紧急状态和越南战争中服役，并在退休前获得上校军衔。

## 早年生活
贝克維兹1929年生于乔治亚州亚特兰大，为高中橄榄球队的一名州明星队球员。后就读于乔治亚大学，为Bulldogs橄榄球队效力。1952年，他加入了大学里的陆军后备军官训练计划并成为了一名少尉，同年他被绿湾包装工队选中，但他选择了留在陆军。

## 军旅生涯
1955年，贝克維兹成为了第82空降师504步兵团后勤连的一名上尉。两年之后他进入了陆军特种部队并在1960年以军事顾问的身份前往南越和老挝。
在1962，他以交换军官的身份前往英国接受特种空勤团的训练，得到了关于特种作战的知识。
贝克維兹在越南是DELTA计划特种部队的指挥官。他在1966年曾受重伤（被.50子弹击中腹部），严重到让医务兵认为他已经无法救活。伤愈后，他接手了佛罗里达的陆军游骑兵学校，将其从一个基于陆军二战经验的演习场变成了一个以越战为目的的训练中心。
1967年，贝克維兹回到了越南，担任327空降步兵团第2营的指挥官。他於70年代至北卡罗莱纳州的布拉格堡负责训练任务。

### 三角洲部队
三角洲部队于1977年11月成立，是一支主要任务为人质救援，攻坚任务和特种侦察的海外反恐部队。它的第一次作战任务（救出美国驻伊朗大使馆人质的“鹰爪行动”）因航空运输方面的失误而被提前终止，并导致了人员的伤亡。在鹰爪作战失败之后，为了解决三角洲部队和其它特战部队的运输问题，成立了第160特种作战航空团。

## 晚年生活
由于对鹰爪作战失败背后的军队官僚政治的不满，他于1981年从陆军退役。1984年担任了洛杉矶奥运会的保安警备负责人。之后他成立了一个咨询公司，并写了一本关于三角洲部队的书。1994年时在家中病逝，被葬在德州圣安东尼奥Sam Houston堡国家公墓。

## 书籍
查尔斯·贝克維兹“三角洲部队:陆军精锐的反恐部队“, Avon Books, 2000. (Mass market paperback; original work published 1983.）ISBN 0-380-80939-7`